# Polycaprolacton

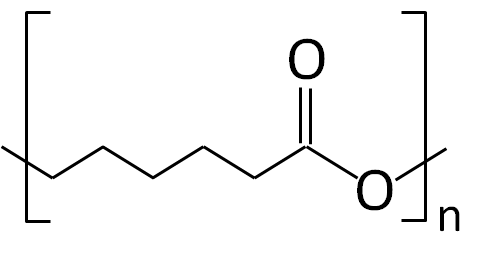
Structuur van polycaprolacton

Polycaprolacton, of correcter poly(ε -caprolacton), is een biologisch afbreekbaar thermoplastisch polyester. Het wordt geproduceerd door de ring-openende polymerisatie van ε -caprolacton, een cyclische verbinding met zeven atomen in een ringvorm.
Polymeerketens van polycaprolacton zijn zeer flexibel. De glastemperatuur van polycaprolacton is bijgevolg laag, rond -60°C. Het smeltpunt is ook laag, rond de 60°C. 

## Synthese

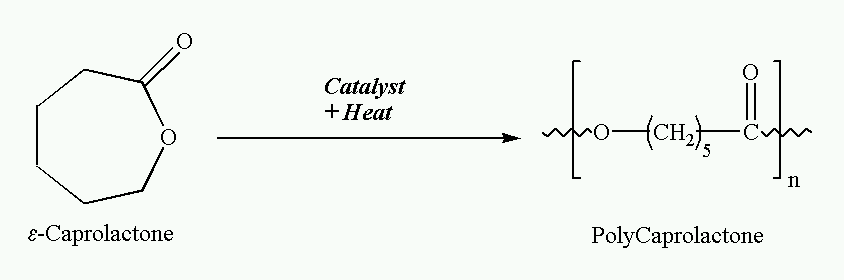
Polymerisatie van ε-caprolacton

Polycaprolacton ontstaat door de ring-openende polymerisatie van ε-caprolacton. Hiervoor is een katalysator nodig; gewoonlijk is dat een organotinverbinding. 
De polymerisatie wordt meestal geïnitieerd met een diol zoals ethyleenglycol, zodat de polymeerketens hydroxylgroepen aan de uiteinden hebben. Triolen en polyolen zijn ook mogelijk, en amines kunnen ook gebruikt worden als initiator.

## Toepassingen
Polycaprolactonen hebben diverse toepassingen, afhankelijk van de gemiddelde molecuulmassa en eventuele functionele groepen die ze bevatten. 
Polycaprolactonen met een lage molecuulmassa, en met hydroxylgroepen aan de uiteinden van de moleculen, zijn geschikt als startmateriaal voor speciale polyurethanen.
Polycaprolactonen met een molecuulmassa van meer dan 10.000 kunnen verwerkt worden in folies, kleefstoffen of versponnen tot vezels.
Polycaprolacton is biocompatibel en mag gebruikt worden in biomedische toepassingen zoals chirurgische hechtingen, die na verloop van tijd door het lichaam worden geabsorbeerd. 
Polycaprolactonen kunnen als additief aan vele andere polymeren toegevoegd worden om de eigenschappen daarvan te verbeteren.
Het is ook mogelijk om blokcopolymeren te produceren van polycaprolacton met andere polymeren.

### Hobby toepassingen
Polycaprolacton is bij de amateur en hobbyist ook bekend onder de naam "friendly plastic". Omdat het smeltpunt zo laag is is het makkelijk plastisch te maken en in een vorm te kneden. Daarom wordt het ook vaak toegepast voor:
- maken van sieraden.
- maken van (vervanging)onderdelen.
- maken van hulpstukken (bijvoorbeeld voor mensen met reuma) die precies moeten passen aan een hand of arm.
- maken van onderdelen voor de modelbouw.